# Czerwonka Szlachecka
Czerwonka Szlachecka – wieś w Polsce położona w województwie mazowieckim, w powiecie makowskim, w gminie Czerwonka.
Wieś wchodzi w skład sołectwa Czerwonka Włościańska.

## Położenie
Wieś leży na Wysoczyźnie Ciechanowskiej. Obszar ten został ukształtowany w trakcie zlodowacenia środkowopolskiego. Teren jest rolniczy z przewagą gleb brunatnych.

## Historia

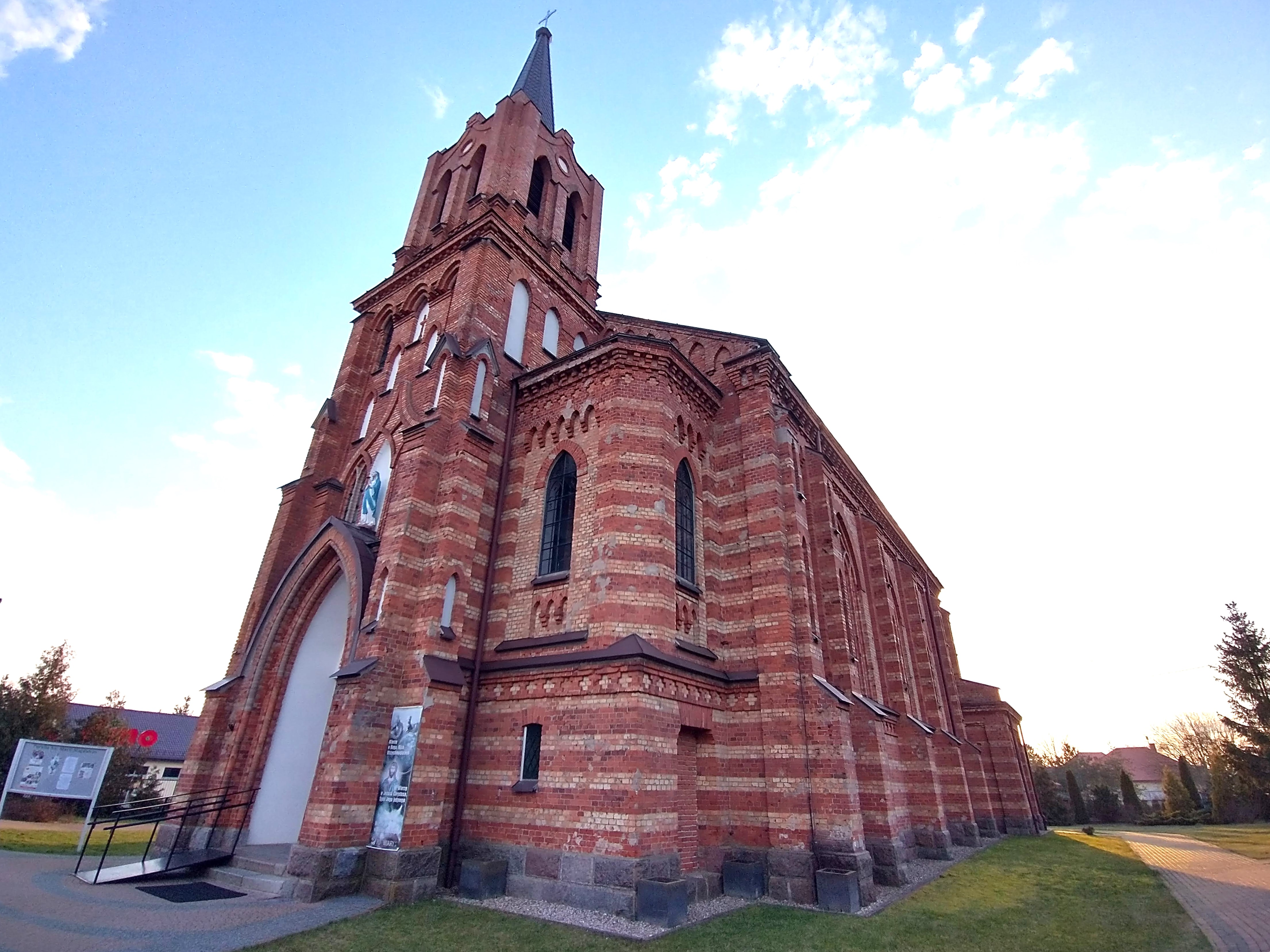
Kościół parafialny

Osadnictwo na terenie obecnej gminy istniało już w epoce kamienia, a potem w epoce brązu i później. Przerwa w zasiedlaniu nastąpiła we wczesnym średniowieczu, a odrodzenie osadnictwa nastąpiło w czasie umacniania się państwa wczesnopiastowskiego (XI-XII wiek). Szlacheckie osadnictwo w XIV i XV wieku dotarło do Czerwonki i wówczas powstała wieś, która przed 1361 wchodziła w skład kasztelani zakroczymskiej.
Pod względem przynależności kościelnej obszar wsi oraz całej ziemi makowsko-różańskiej wchodził w skład diecezji płockiej, założonej w 1075. Początkowo osada przynależała do archidiakonatu płockiego, natomiast od 1443 do nowopowstałego z jego części archidiakonatu pułtuskiego. W archidiakonacie tym utworzono w 1693 dekanat makowski, a latach 1963-1964 dekanat różański. Do parafii w Różanie należy do dziś wschodnia część terenu gminy, natomiast zachodnia do parafii w Czerwonce (kościół Matki Boskiej Nieustającej Pomocy w Czerwonce), którą erygowano w XVIII wieku.
W latach 1975–1998 miejscowość administracyjnie należała do województwa ostrołęckiego.